# Карадере Ениджевардарско
Вижте пояснителната страница за други значения на Кара дере.
Карадере Ениджевардарско или Пазарско (на гръцки: Μαυρόλακκος Γενιτσών, Мавролакос Йеницон, до 1925 година Καρά Δερέ Γενιτσών, Кара дере Йеницон) е обезлюдено село в Егейска Македония, Гърция, в дем Мъглен (Алмопия), в административна област Централна Македония.

## География
Кара дере е било разположено в южната част на котловината Мъглен (Моглена), източно от Драгоманци и южно от Слатина и Рудино, на десния бряг на Мъгленица, срещу едноименното Карадере Воденско на левия.

## История
Съгласно статистиката на Васил Кънчов („Македония. Етнография и статистика“) към 1900 година в Кара Дере живеят 80 българи християни и 165 турци. Според Тодор Симовски данните са за двете села под име Карадере на двата бряга на Мъгленица.
Екзархийската статистика за Воденската каза от 1912 година води и двете села българомохамедански, което според Симовски е погрешно и според него населението е от турци юруци.

### В Гърция
През Балканската война в 1912 година селото е окупирано от гръцки части и остава в Гърция след Междусъюзническата война в 1913 година. Боривое Милоевич пише в 1921 година („Южна Македония“), че Пазарска Карадере има 30 къщи турци.
В 1925 година е преименувано на Мавролакос. След Гръцко-турската война, мюсюлманското население на Карадере е изселено в Турция и селото е напуснато.
| Година    | 1913 | 1920 | 1928 | 1940 | 1951 | 1961 | 1971 | 1981 | 1991 | 2001 | 2011 | 2021 |
| --------- | ---- | ---- | ---- | ---- | ---- | ---- | ---- | ---- | ---- | ---- | ---- | ---- |
| Население | 184  | 139  |      |      |      |      |      |      |      |      |      |      |